# آیگای
آیگای (به یونانی:Αἰγαί؛ لاتین:Aigai) یک شهر باستانی آئولی در ترکیه است که در استان مانیسا واقع شده‌است. هرودوت و استرابو از آیگای به عنوان یکی از شهرهای عضو اتحادیهٔ آئولیس یاد می کنند. این شهر، همچنین یکی از مراکز پرستش آپولو بود. دورهٔ طلایی آیگای، دوره حاکمیت سلسله اتالیه از پرگامون، در طول قرون سوم و دوم ق.م. بود.

## تاریخچه
آیگای در ابتدا جزئی از قلمرو لودیه و سپس قلمرو هخامنشیان بود. در آغاز قرن سوم ق.م.، آیگای به بخشی از قلمرو پرگامون تبدیل شد. برای مدتی تحت سلطهٔ سلوکیان درآمد و در نهایت در ۲۱۸ ق.م. مجدداً توسط آتالوس اول تسخیر شد.